# Porte del Pasubio
Porte del Pasubio (1 928 m) je malé sedlo v masivu Pasubio v Vicentinských Alpách, které se nachází mezi hlavním tělesem masivu a přilehlým vrcholem Monte Forni Alti. Jižně od něj se otevírá hluboké a strmé údolí Val Canale, v němž pramení potok Leogra, který dal jméno pod ním ležícímu údolí Val Leogra.

## Popis
Horské sedlo Porte del Pasubio mělo velký historický význam v první světové válce, během níž sloužily jako úkryt a seřadiště v bezprostředním týlu frontové linie.
Hned za Porte del Pasubio totiž vzniklo soustředění kasáren a přístřešků, které mohlo pojmout tisíce lidí, a proto se mu říkalo el Milanìn: posazené na neprostupném jižním svahu bylo ve skutečnosti chráněno před nepřátelskou dělostřeleckou palbou. Navíc sloužilo jako povinný přechodový bod pro vojáky přicházející z roviny, a to jak pro ty, kteří přicházeli z Val Canale (nejkratší cesta na masiv, ale rozhodně nepohodlnější než ostatní), tak ze Strada degli Scarubbi, která zde končí, a od posledních měsíců roku 1917 i ze Strada delle 52 Gallerie, která zde také končí.
Dnes se hned za Porte del Pasubio nalézá útočiště rifugio Achille Papa, vybudované z hlavních budov „el Milanin“ těsně po válce; na nedalekém hřebeni byl později postaven bivak Marzotto-Sacchi. Na druhé straně Porte se nachází luční kotlina Alpe Pasubio s Malga Pasubio di Sopra.
Tato oblast je v létě hojně navštěvována turisty, a to díky své relativně snadné dostupnosti.